# Marrachí
Marrachí (oficialmente en catalán: Marratxí) es un municipio español de Mallorca, en la comunidad autónoma de las Islas Baleares. Está situado al noreste de la capital balear, Palma de Mallorca, y es además el primer municipio de la comarca del Raiguer, la cual se extiende hasta la bahía de Alcudia, al norte de la isla.
En 2022 contaba con 38 902 habitantes, lo que lo ubica como el término n.º 186 más poblado de España, y el 4.º en la isla de Mallorca por población. Su término municipal tiene una superficie de 54,2 km², una densidad de 717,5 hab./km², se encuentra situado a una altitud media de 126 m s. n. m. y a 5 kilómetros del centro de Palma. Marrachí es el sexto municipio del archipiélago por su población y el trigésimo segundo más grande. Su población, alta en proporción a su tamaño, se debe principalmente a su cercanía a Palma de Mallorca, buenas comunicaciones tanto por carretera como en transporte público así como a un gran número de barrios de viviendas unifamiliares construidas entre los años 1980 y 2000. Limita por el norte con el municipio de Buñola, por el norte y por el noroeste con el de Santa María del Camino y con el de Palma de Mallorca por el sur y el oeste.

## Geografía

Extensión del municipio en la isla de Mallorca

El término municipal está constituido por varios núcleos de población: Marratxinet (núcleo originario), Puente de Inca, Pla de Natesa, La Cabaneta, Pórtol, Es Caülls y otros.
Cuatro de estos tienen su propia iglesia: La Cabaneta (San Marcial), Puente de Inca (San Alonso Rodríguez), Es Pla de Natesa (San Lázaro) y Pórtol (Nuestra Señora del Carmen).
La Cabaneta ejerce de capital administrativa donde se encuentra el ayuntamiento y los juzgados de paz.
La población de este municipio ha crecido en los últimos años debido a la proliferación de nuevas urbanizaciones alrededor de los núcleos más antiguos debido a su cercanía a Palma de Mallorca y buenas comunicaciones (autopista y línea de tren).

### Núcleos de población

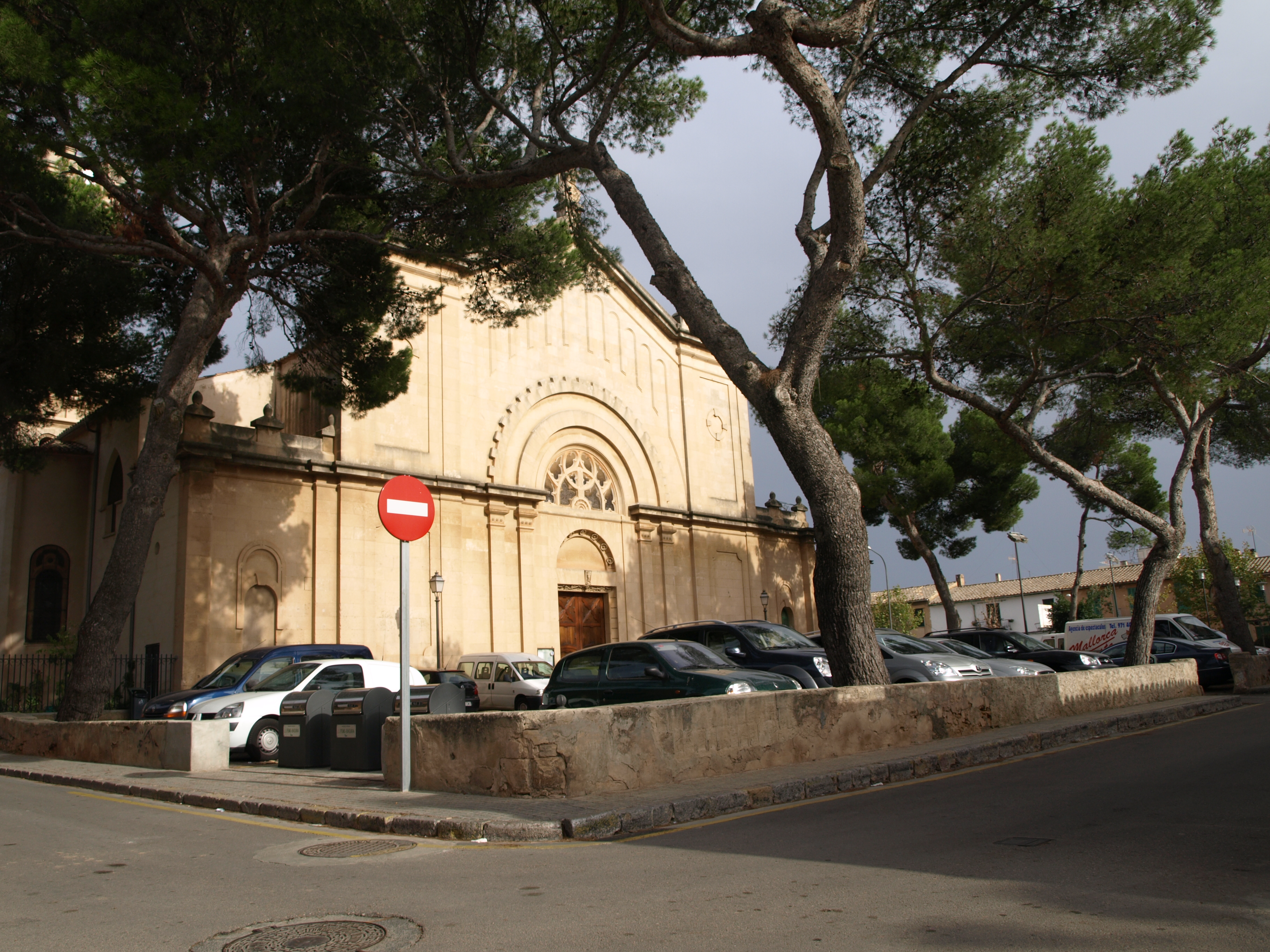
Iglesia de San Alonso Rodríguez, en la localidad de Puente de Inca

El término municipal de Marrachí está formado por cinco núcleos históricos principales; Marratxinet, La Cabaneta, Pórtol, Pla de Natesa y Puente de Inca. A cada uno de estos núcleos están vinculadas las distintas urbanizaciones y entidades de población que conforman el municipio.
- La Cabaneta: La Cabaneta, Sant Marçal-Sa Vinya de Son Verí, Figueral-Can Farineta, Es Caulls, Planera-Ses Tempres-Son Daviu. 9175 habitantes (INE 2020).
- Marratxinet: Marratxinet. 67 habitantes (INE 2020).
- Pla de Na Tesa: Pla de Natesa, Cas Capitá, Son Ametler. 4943 habitantes (INE 2020).
- Puente de Inca: Puente de Inca, Benestar-La Cabana, Puente de Inca Nuevo, Es Garrovers-Son Daviu Nou-Ses Llegitimes, Son Macià-Nova Cabana, Can Carbonell, Ses Cases Noves, Cas Miot-Puente de Inca Parque, Son Ramonell. 19737 habitantes (INE 2020).
- Pórtol: Pórtol. 3802 habitantes (INE 2020).

### Clima
El clima de Marrachí es un clima mediterráneo. Los inviernos son cortos, pero con alguna helada y alguna nevada débil y temperaturas bastante suaves, mientras que los veranos son calurosos.
En ocasiones puede soplar viento fuerte.

### Espacios naturales protegidos

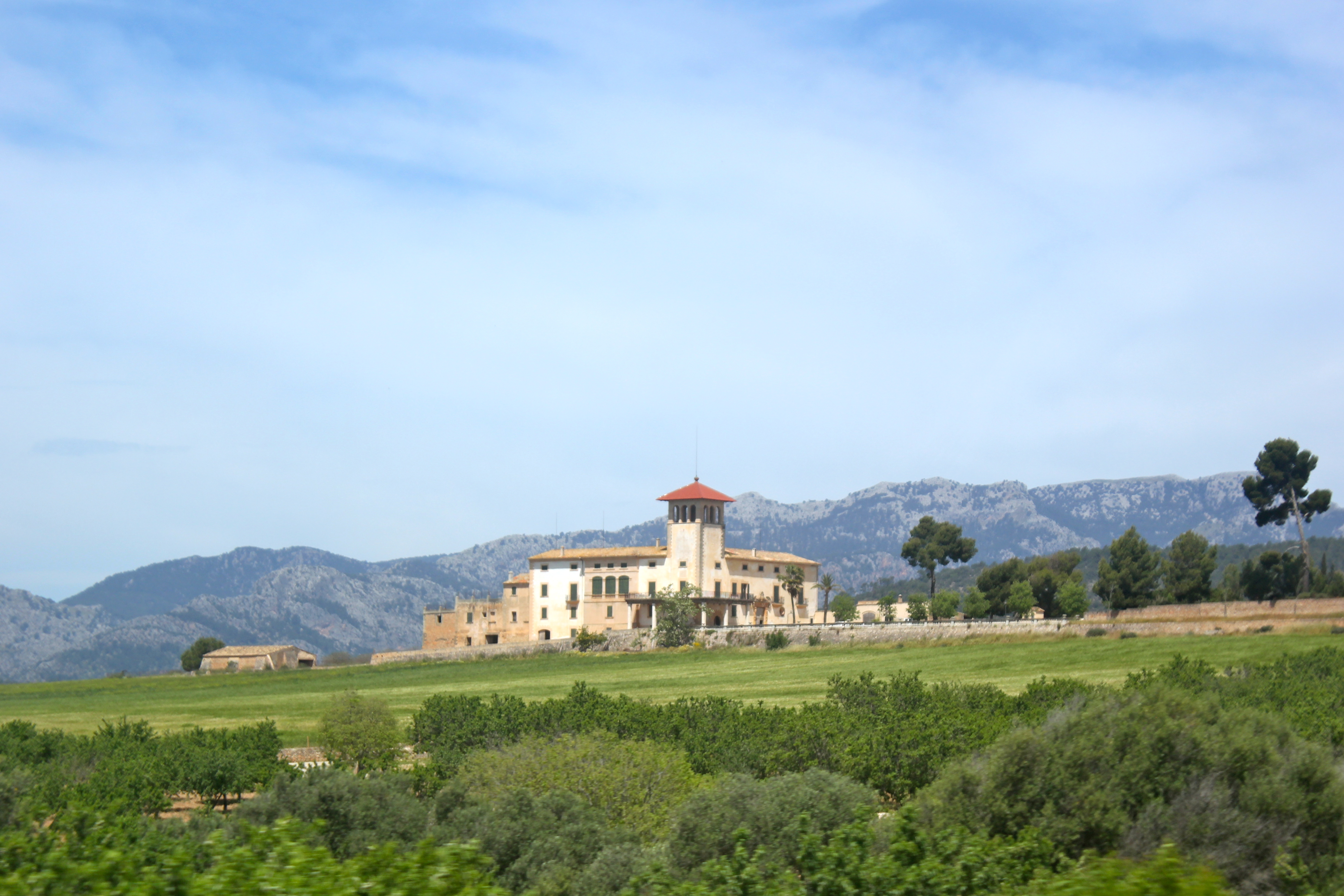
Vista de la posesión de Son Sureda, en el municipio de Marrachí

- Garriga de Son Caulelles: Superficie de 119 hectéreas que se encuentra en la llanura central del municipio. Está localizada sobre una plataforma calcárea con ligera pendiente y atravesada en dirección noreste-suroeste por barrancos. La vegetación consiste en arbustos de acebuche sin cobertura arbórea alguna. La fauna es la propia de garrigas y cultivos de secano, representada por la comadreja, el lirón y la marta entre muchas otras.

- Puig de Son Seguí: Superficie de 540 hectáreas, cercano Santa Eugénia. Además de yacimientos prehistóricos y restos de una calzada romana, se encuentra la ermita de la Paz y la Cova d'en Pala transformada en capilla. Es una zona de colinas cubiertas de pino carrasco con un sotobosque de matorrales de acebuche y lentisco. Hay interesantes especies de orquídeas. La fauna más destacable son las aves cernícalo vulgar y el búho chico, típico de bosques de coníferas.

- Son Cos: Superficie de 142 hectáreas, se trata de una zona de colinas suaves, donde destaca el Puig de Son Cos, que da nombre al área protegida. La vegetación característica son los pinares carrosco y los acebuchares. También existen especies de orquídeas y otras especies mediterráneas. Respecto a la fauna existente las comunidades y aves típicas de pinares, garrigas y cultivos de secano, entre las cuales las más representativas son el cernícalo vulgar, el búho chico y el vencejo real o carbonero común. Además, esta zona tiene interés geológico, debido a la existencia de yacimientos fósiles que indican la antigua presencia de una albufera.

### Comunicaciones
La carretera que une Palma de Mallorca con Inca (Ma-13A) cruza Marrachí pasando por Puente de Inca y Es Figueral. Hay desvíos para llegar al resto de núcleos urbanos.

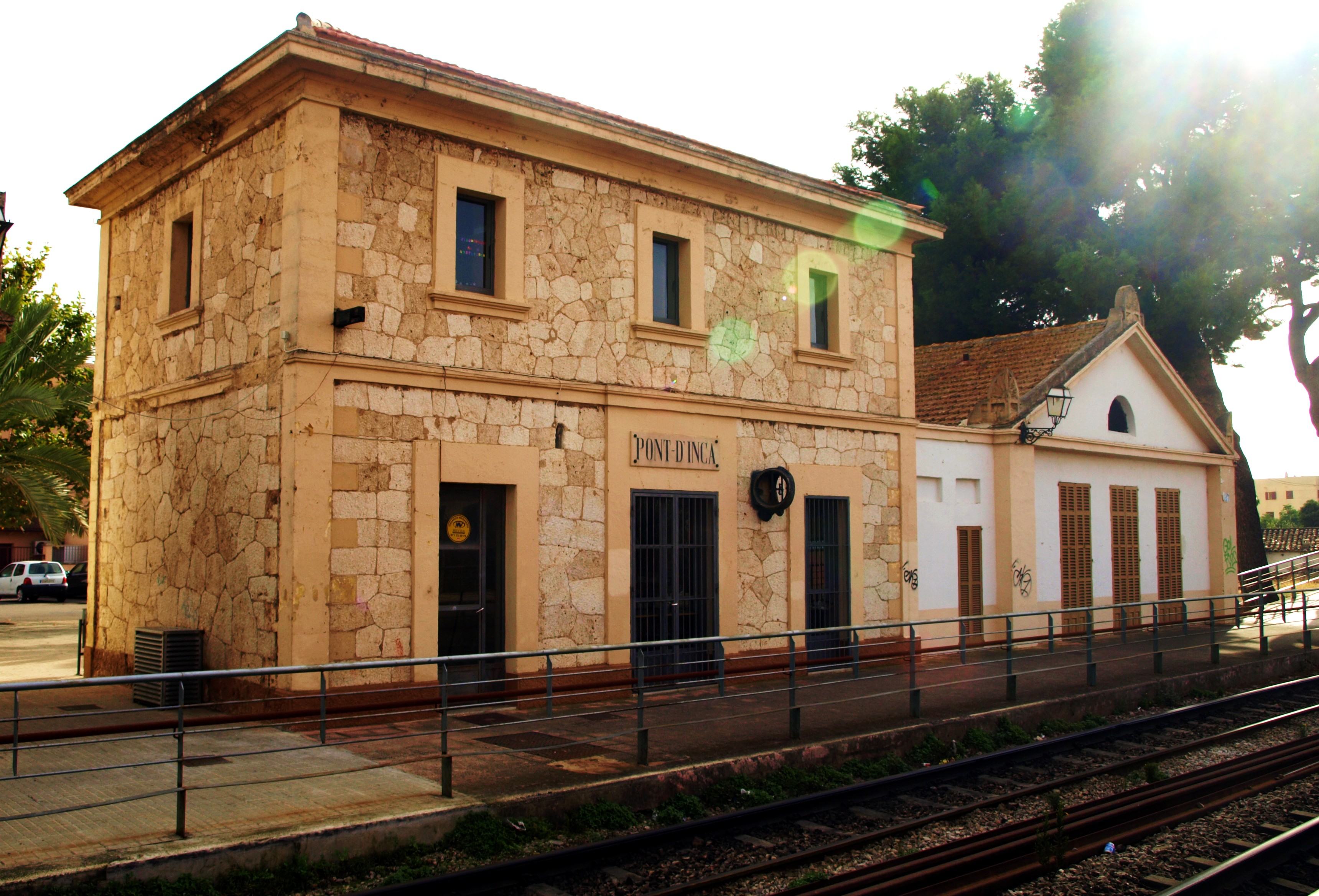
Estación de Puente de Inca

La autopista Ma-13, que une Palma y Alcudia atravesando la comarca de Raiguer, tiene cuatro salidas en el término municipal; La Cabana-Puente de Inca, Puente de Inca-Alcampo, Polígono de Marrachí y Caülls-Buñola.
Las líneas de tren de Servicios Ferroviarios de Mallorca (SFM) así como la línea M2 del metro de Palma de Mallorca cuentan con varias paradas dentro del término municipal: Puente de Inca, Puente de Inca Nuevo, Polígono de Marrachí, Marrachí (en El Figueral) y Caülls, que presta servicio a la urbanización homónima y al centro de ocio Festival Park.
El Aeródromo de Son Bonet, entre Puente de Inca y Pla de Natesa fue el primer aeropuerto civil de la isla, aunque en los años 60 el servicio se trasladó al actual Aeropuerto de Palma de Mallorca, en Palma de Mallorca. Actualmente funciona como aeródromo para aviación general y tiene su base el equipo aéreo antiincendios.
En el aeródromo de son Bonet tiene sus instalaciones el Real Aero Club de Baleares cuyas instalaciones fueron inauguradas con fecha 12 de mayo de 1935 por el general D. Manuel Goded Llopis, en cuya escuela de vuelo se forman Pilotos Privados a la vez que se fomenta la aviación deportiva.

## Historia

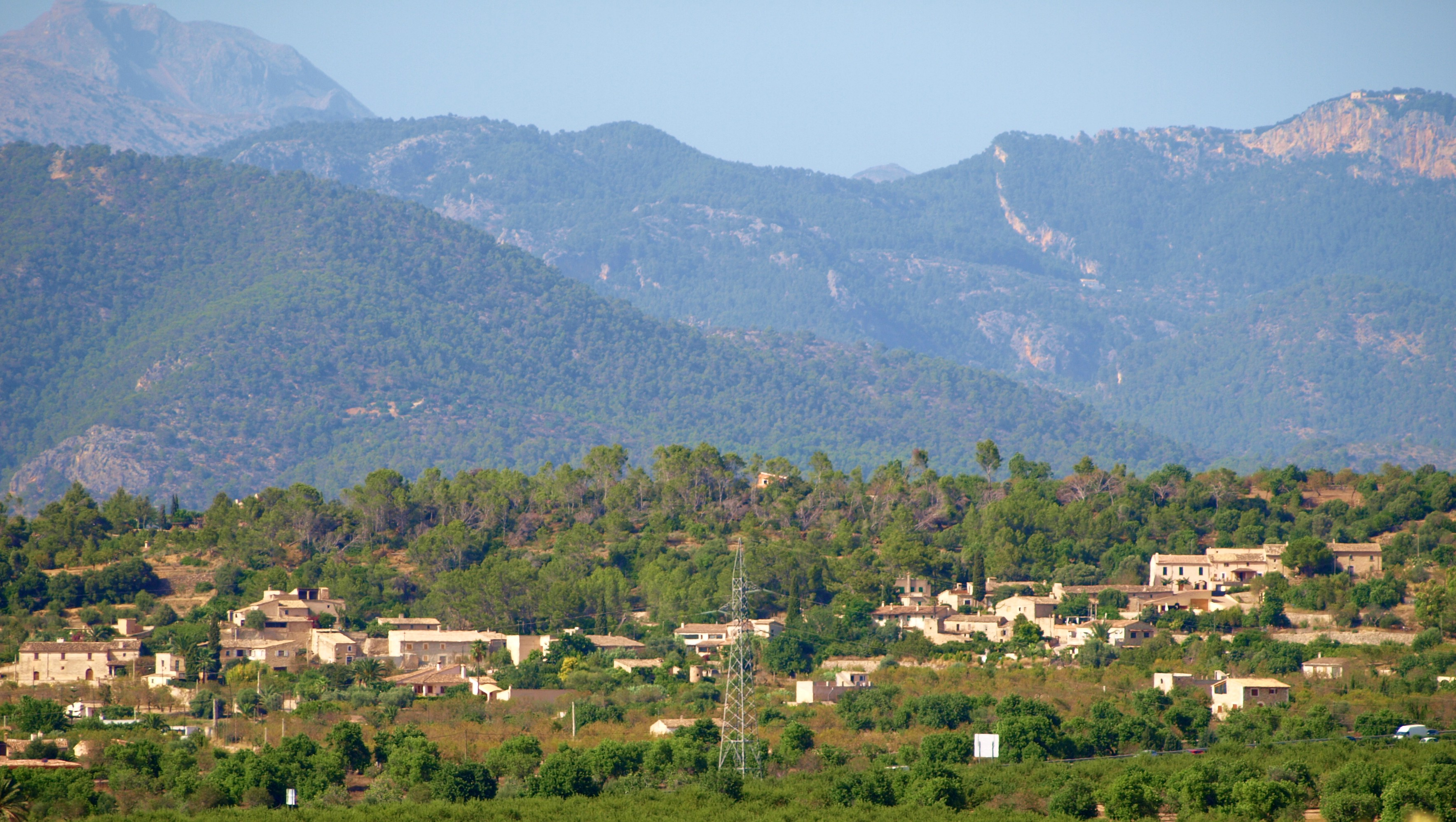
Marratxinet

Etimológicamente, la palabra «marrachí» tiene tres posibles orígenes. Por una parte, como derivado mozárabe de ‘barraca’; por otra, del vocablo árabe marrksí, que significa ‘marroquí’ (natural de Marraquesh); y, por último, de la palabra marruqush.
La primera vez que aparece nombrado el municipio en el Libro del Repartimiento de Mallorca es bajo el término de Barraxino.
Los restos encontrado en el término municipal demuestran que ha estado habitado por todas las culturas que ha habido en la isla, desde los pueblos talaióticos, hasta los romanos, árabes y cristianos medievales.
Durante el período de mandato islámico, el término municipal perteneció al Juz’d’al-Ahwâz al-Madina. Tras esta etapa llegaría en 1229 la conquista de la isla de Mallorca por parte de Jaime I de Aragón, quien como había prometido antes de llevar a cabo la cruzada, repartió las tierras entre los nobles catalanes que habían accedido a prestar su ayuda a cambio de botín y territorios.
El término municipal de Marrachí fue otorgado en 1232 al Obispo de Barcelona, Berenguer de Palou que había contribuido a la invasión armando a 99 caballeros y 1000 sirvientes.
Formó durante largo tiempo parte de la «baronía de los obispos de Barcelona».
La primera parroquia de la que se tiene constancia en el municipio es la de Santa María de Marrachí, fundada en el año 1248, aunque en la actualidad, el principal templo religioso es la iglesia de San Marcial.
En el año 1864, la alcaldía se trasladó desde su lugar original, que era Marratxinet, a La Cabaneta, lugar donde actualmente sigue ubicada.
En los núcleos de Pórtol y La Cabaneta, la tradición del barro se remonta al siglo XVIII, fue en esa época cuando se instalaron las ollerías y alfarerías que provenían de la vecina Santa Eugenia, introduciendo un oficio que se ha heredado de padres a hijos.
El primer tren llegó al municipio el 24 de febrero de 1875 cuando se inauguró la Línea Palma de Mallorca-Inca de 28,6 km.

## Demografía
Marrachí cuenta con una población de 40 079 habitantes (INE 2024).
| Gráfica de evolución demográfica de Marrachí entre 1842 y 2021                                                      |
| |
| Población de derecho según los censos de población del INE Población de hecho según los censos de población del INE |

## Economía
La economía de Marrachí ha estado marcada en un pasado por la agricultura y por la artesanía alfarera muy arraigada en el municipio.
No obstante, la llegada del tren y la autovía, han hecho de Marrachí un municipio colindante con Palma con execelentes comunicaciones y localización privilegiada, considerado por algunos como una ciudad dormitorio de Palma, especialmente formada por viviendas unifamiliares de nueva construcción. Estas circunstancias han hecho virar la economía hacia otros sectores como el comercio, construcción, empresas licoreras...
Actualmente existe un polígono (polígono industrial de Marrachí) que amplía la variedad económica del municipio, un gran hipermercado (Alcampo) y un centro de ocio de referencia en toda Mallorca (Festival Park).

## Administración y política

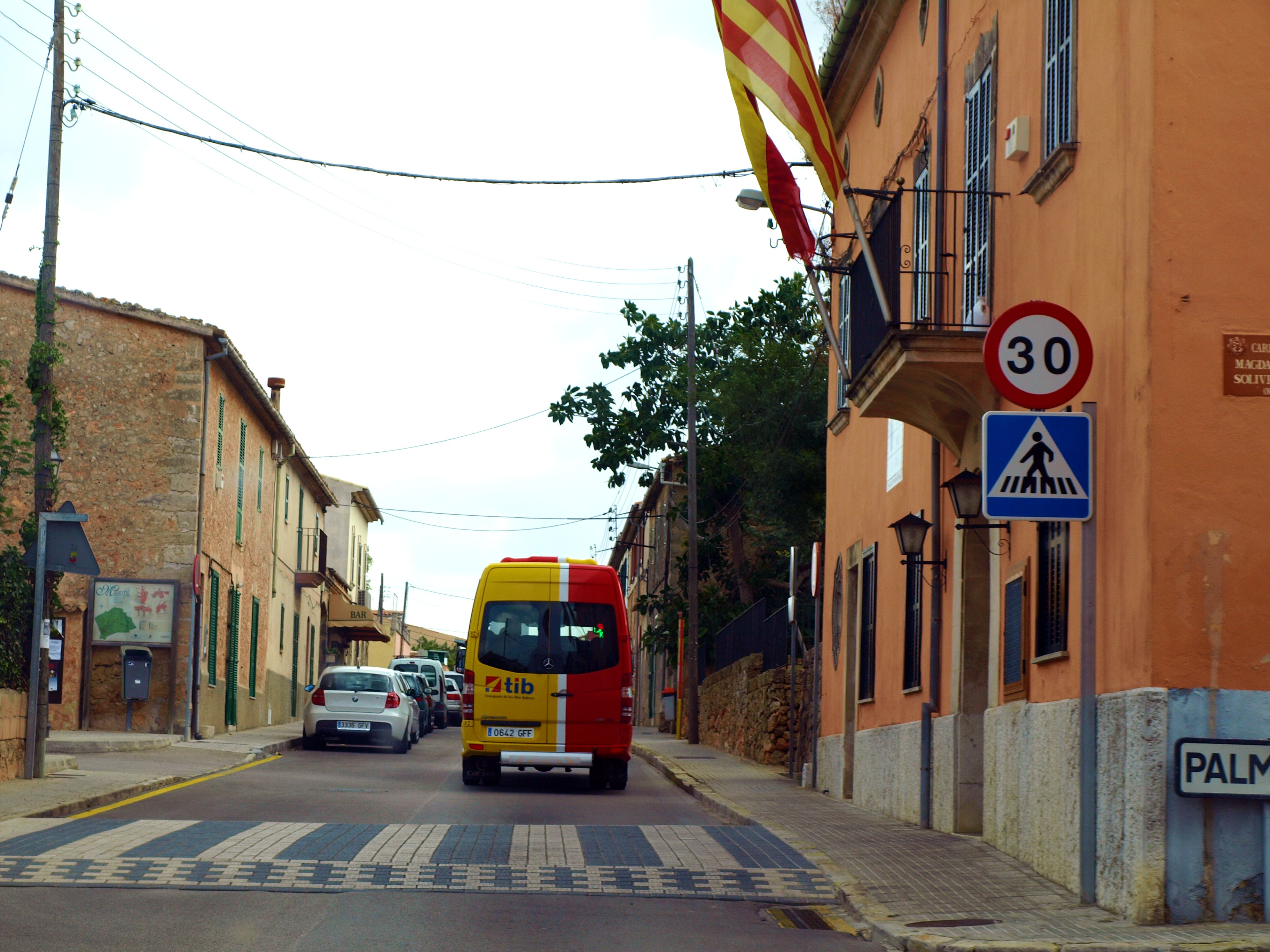
Ayuntamiento de Marrachí, en la localidad de La Cabaneta

La administración local del municipio se realiza a través de un ayuntamiento de gestión democrática, cuyos componentes se eligen cada cuatro años por sufragio universal. El censo electoral está compuesto por todos los residentes empadronados en Marrachí, mayores de 18 años y con nacionalidad de cualquiera de los países miembros de la Unión Europea. Según lo dispuesto en la Ley del Régimen Electoral General,
que establece el número de concejales elegibles en función de la población del municipio, la corporación municipal está formada por 21 ediles desde el año 2003. Anteriormente estuvo formada por 17 (1987-1999) y previamente por 13. El incremento del número de concejales se debe al aumento de población que ha experimentado el municipio en los últimos treinta años.
Las elecciones municipales de 1979, las primeras tras la recuperación de la democracia en España, dieron la victoria a Guillem Vidal, quien obtuvo 7 de los 13 escaños del consistorio. Vidal, que ya había sido alcalde durante los últimos años de la dictadura, se presentó como candidato independiente. También formaron parte de aquel primer ayuntamiento la UCD, el PSOE y el PCE, con 3, 2 y 1 concejales respectivamente. Vidal conservó y aumentó la mayoría absoluta en las citas electorales de 1983 y 1987. Igualmente, es reseñable comentar que se integró en Unió Mallorquina, formación regionalista creada en 1982 a partir de la antigua agrupación balear de UCD. En las elecciones de 1991, UM se presentó en coalición con el Partido Popular, pero a pesar de la alianza no consiguió revalidar la mayoría absoluta. En esta ocasión el partido más votado fue el PSOE, que presentaba como candidato a Martí Serra.
No obstante, los socialistas solo habían obtenido 6 concejales, por lo que llegaron a un acuerdo con la formación local Independientes de Marrachí (IDMA), que entraban por primera vez en el pleno con 5 concejales. IDMA formaba parte de la UIM, un partido surgido en 1990 a partir de sectores de UM contrarios a la coalición con el PP. El acuerdo establecía que Miquel Bestard, candidato de los Independents, sería alcalde durante la primera mitad de la legislatura y Serra durante la segunda mitad. En la siguiente legislatura (1995-1999) se repitió el pacto, aunque ahora con un concejal menos; Serra continuó como alcalde hasta junio de 1997 y desde esa fecha hasta las elecciones de 1999 Bestard ejerció como primer edil. El pacto se volvió a renovar pese a que la minoría aumentó; PSOE e IDMA solo sumaban 9 de los 17 concejales, pero las diferencias ideológicas del principal partido de la oposición, el PP, con el resto de grupos municipales, PSM e IU, permitió mantener el acuerdo durante otra legislatura y gobernar en minoría. El acuerdo era el mismo que se venía llevando a cabo desde 1991; Bestard fue alcalde durante los dos primeros años y al nuevo líder de los socialistas de Marrachí, Miquel Coll, le correspondía ser alcalde entre 2001 y 2003, pero al renunciar en 2002, Bestard recuperó la vara de mando hasta las elecciones de 2003.
Tras estos nuevos comicios, en los que los ciudadanos elegían por primera vez 21 concejales, el PP superó en número de concejales al PSOE por primera vez; obtuvo 9 frente a 7 socialistas, mientras que IDMA y PSM perdieron un concejal cada uno, quedándose con 3 y 1 respectivamente. IU conservó su escaño. Por primera vez en doce años, IDMA y PSOE no renovaron el acuerdo de gobierno. Bestard consideró que lo justo era dar apoyo a la fuerza más votada y por ello acordó apoyar al candidato del PP, José Ramón Bauzá. La mecánica del pacto fue la misma que con los socialistas; IDMA conservó la alcaldía hasta 2005, momento en el que fue sustituido por Bauzá hasta las siguientes elecciones. Los comicios de 2007 pusieron fin al papel de IDMA en la configuración del nuevo ayuntamiento; Bauzá, que repetía como candidato, consiguió la mayoría absoluta (11 concejales) y gobernó en solitario durante toda la legislatura. En 2011 el PP conservó y aumentó, hasta los 13 concejales, su mayoría, aunque en esta ocasión el candidato era Bartomeu Oliver, actual alcalde, que sustituyó a Bauzá después de que este fuera elegido presidente autonómico. Completan el arco municipal el PSOE, con 4 concejales, así como la coalición Més e IDMA, con 2 cada uno.
| Periodo   | Nombre                  | Partido | Partido                                            |
| --------- | ----------------------- | ------- | -------------------------------------------------- |
| 1979-1983 | Guillem Vidal           |         | Independiente                                      |
| 1983-1991 | Guillem Vidal           |         | Unió Mallorquina (UM)                              |
| 1991-1993 | Miquel Bestard          |         | Independents de Marratxí (IDMA)                    |
| 1993-1997 | Martí Serra             |         | Partit Socialista de les Illes Balears (PSIB-PSOE) |
| 1997-2001 | Miquel Bestard          |         | Independents de Marratxí (IDMA)                    |
| 2001-2002 | Miquel Coll             |         | Partit Socialista de les Illes Balears (PSIB-PSOE) |
| 2002-2005 | Miquel Bestard          |         | Independents de Marratxí (IDMA)                    |
| 2005-2011 | José Ramón Bauzá        |         | Partido Popular (PP)                               |
| 2011-2015 | Bartomeu Oliver         |         | Partido Popular (PP)                               |
| 2015-2019 | Joan Francesc Canyelles |         | Més                                                |
| 2019-2023 | Miquel Cabot            |         | Partit Socialista de les Illes Balears (PSIB-PSOE) |
| 2023-act  | Jaume Llompart          |         | Partido Popular (PP)                               |

| Partido político                                         | 2023  | 2023  | 2023       | 2019  | 2019  | 2019       | 2015  | 2015  | 2015       | 2011  | 2011  | 2011       | 2007  | 2007  | 2007       |
| Partido político                                         | %     | Votos | Concejales | %     | Votos | Concejales | %     | Votos | Concejales | %     | Votos | Concejales | %     | Votos | Concejales |
| Partido Popular (PP)                                     | 34,01 | 6480  | 8          | 18,18 | 3033  | 4          | 34,54 | 5777  | 8          | 48,24 | 7757  | 13         | 45,86 | 6521  | 11         |
| Partit Socialista de les Illes Balears (PSIB-PSOE)       | 27,16 | 5175  | 7          | 24,35 | 4061  | 6          | 18,74 | 3134  | 4          | 17,54 | 2821  | 4          | 29,07 | 4134  | 7          |
| Vox                                                      | 18,00 | 3430  | 4          | 10,87 | 1814  | 2          | —     | —     | —          | —     | —     | —          | —     | —     | —          |
| Més (PSM-IV-EN-APIB)                                     | 10,16 | 1937  | 2          | 18,48 | 3083  | 4          | 20,76 | 3473  | 5          | 10,61 | 1706  | 2          | 5,54  | 788   | 1          |
| Proposta per les Illes (PI)                              | 4,66  | 888   | 0          | 5,79  | 966   | 1          | 7,98  | 1334  | 1          | —     | —     | —          | —     | —     | —          |
| Podem-Esquerra Unida de les Illes Balears (EUIB)-Ganemos | 2,64  | 503   | 0          | 7,39  | 1233  | 1          | 12,06 | 2017  | 3          | 2,47  | 397   | 0          | 4,35  | 618   | 0          |
| Ciudadanos (CS)                                          | 1,85  | 354   | 0          | 14,14 | 2359  | 3          | —     | —     | —          | —     | —     | —          | —     | —     | —          |
| Independents de Marratxi (IDMA)                          | —     | —     | —          | —     | —     | —          | —     | —     | —          | 10,59 | 1702  | 2          | 7,79  | 1107  | 2          |

## Monumentos y lugares de interés
- Existen catorce yacimientos arqueológicos, y los principales son:
  - Período pretalayótico: cuevas de Son Cós (Sa Vileta, Na Xeremina y Can Pinet), cuevas de La Cabaneta, cueva de Can Pinso y cueva de Son Caulelles.
  - Período talayótico: Talayot de Can Vic, y restos arqueológicos de Ca Madó Paliva de Son Ametler y de Son Sales.

- Iglesia de San Marcial: fue construida en el siglo XVII y XVIII por Lucas Mesquida. Tiene gran importancia ya que se trata de una parroquia en motivo del patrón del municipio. En el interior de la iglesia se conserva un retablo barroco de Juan Deyá de 1734. La estructura sufrió serios daños debidos a un terremoto en 1851, hecho que llevó a una posterior restauración y ampliación datada en 1864.

- Iglesia de San Alonso Rodríguez: ubicada en centro de la población. Fue obra del arquitecto Gaspar Bennazar en el siglo XX y dedicada a San Alonso Rodríguez, Santa Catalina Tomás y el Beato Ramon Llull.

- Iglesia de San Lázaro, en Pla de Natesa. En el año 1857, los principales dueños del lugar decidieron (de acuerdo con el cura de San Marcial) comprar un solar entre los caminos de montaña y Son Alegre, y regalárselo al obispado. En este terreno, a principios de 1858, se colocó la primera piedra del templo y se finalizó la obra el 27 de octubre de 1864. En el año 1874 se construyó la sacristía en la parte izquierda del templo. En el año 1889 empezaron las obras en el campanario, mezcla de neogótico-clásico, que se finalizó con la colocación de dos campanas procedentes de la pequeña de Barcelona y la mayor de Palma. Delante de la iglesia se conserva una fuente pública que data de 1877.

- Ermita de la Paz: ubicada en Son Seguí. La romería a esta ermita el domingo del Ángel —primer domingo después de Pascua— es popular entre los habitantes de Pórtol, Santa María y Santa Eugenia. En ella se realiza el pa amb caritat (‘pan con caridad’). La ermita realmente está ubicada en el término municipal de Santa María del Camino, en medio de la sierra que separa Marrachí de Santa María del Camino. El ayuntamiento y otras instituciones públicas organizan una comida popular. Algunos jóvenes acampan la noche anterior. Misa y adoración de la Virgen de la Paz, ball de bot, etc.

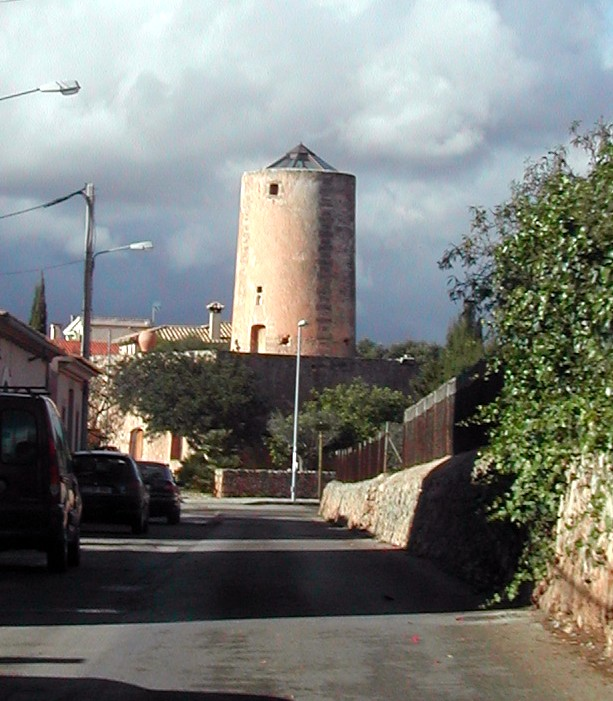
Molino del museo del Barro, en la localidad de La Cabaneta

- Museo del Barro (Museu del Fang): en el molino de La Cabaneta se encuentra un museo que muestra una de las tradiciones más antiguas y que más glorifican al municipio como es la artesanía con el barro. Consta de 900 piezas artesanales.

- Edificios históricos:

- Puente de Inca: Ca ses Monges Franceses, posada Son Sales, Cas Metge Suau, Can Fluixà y Can Moragues.
- Marratxinet: Can Serra, con portal de medio punto y reloj de sol.
- Pórtol: Ca ses monges y Es Cine
- Pla de Natesa: Can Valla, Can Coll y Can Bosch.

- Antigua fábrica textil de Ses Llistes. Actualmente reconvertido en el colegio Es Liceu, en La Cabana.

- Aeródromo de Son Bonet, situado entre Puente de Inca y Pla de Natesa.

- Sa Farinera: en 1880 la empresa "Harinera Mallorquina" o "Harinera Balear", hizo construir al arquitecto Eusebio Estada una gran fábrica en la avenida principal del pueblo del Puente de Inca. Con sus siete plantas se convirtió en el edificio más alto de la Isla y tenía como curiosidad tantas ventanas como días tiene el año: 365. La empresa se dedicaba al transporte de harinas, cereales, pipas de vino (cubas de vino). Cobró gran importancia cuando compró dos embarcaciones llamadas Cataluña y Balear, para exportar a Francia vino debido a la afectación de la filoxera en ese país. La causa de su auge fue la misma que la de su quiebra en 1895 cuando la filoxera afecto Mallorca. El edificio otrora más alto de la isla fue derruido en 1915 permaneciendo en pie su característica chimenea, que a día de hoy se eleva sobre el resto de edificios condicionados en su altura por la proximidad del aeródromo. En la actualidad los solares están ocupados por la Bodega Suau y Helados La Menorquina.

- Bodegas Suau: fábrica licorera que elabora el Brandy 1851 gran parte de la producción se destina a la exportación. También elaboran hierbas dulces y secas que se obtienen por destilación y que son un producto típico de Mallorca. Se encuentra en los solares de la antigua Sa Farinera. En 1951 Frederic Suau, marino mercante, fundó las Bodegas Suau. También se la conoce como «la del barquito», ya que en la etiqueta lleva la embarcación El Mallorquin, que era propiedad de Frederic Suau. Existe un pequeño museo donde se pueden observar alambiques ya en desuso, el pozo original de la fábrica del siglo XIX y la destilería del conocido Brandy mallorquín. Se descubrió recientemente un túnel de 45 metros en las bodegas de lo que sería el antiguo sótano de Sa Farinera que comunica con la característica chimenea.

## Cultura
- Rastrillo semanal: se celebra la mañana de cada domingo, inaugurado en septiembre del 2009, en la urbanización San Marcial. A partir del 19 de octubre, se traspasa al polígono de Marrachí.

- Fiesta de San Marcial: 30 de junio. Fiestas del patrón de todo el término. Antiguamente marcaba el inicio de las labores agrícolas estivales. La creencia señala que el agua de la cisterna del santo sana y enriquece el corazón de sus bebedores.

- Fiesta de la Virgen del Carmen: se celebra en Pórtol el 16 de julio.

- Fiestas de Santa Caterina Thomas: se celebra el 28 de julio en el Puente de Inca.

- Fiestas de Es Figueral y Can Farineta: se celebran el último fin de semana de julio, y el primero de agosto, en el término de estas dos urbanizaciones. Su popularidad ya ha hace tiempo que sobrepasa los límites municipales, no solo a concejos colindantes, sino también a Palma de Mallorca y a otras partes de la isla. Su atractivo, se debe en gran parte a las actuaciones que se congregan, pero también al quehacer y a la idiosincrasia del personal que las organiza. Da buena fe de ello, el que se hayan convertido en fiestas de referencia, no solo para el resto de núcleos urbanos del municipio, sino también para las fiestas patronales del término.

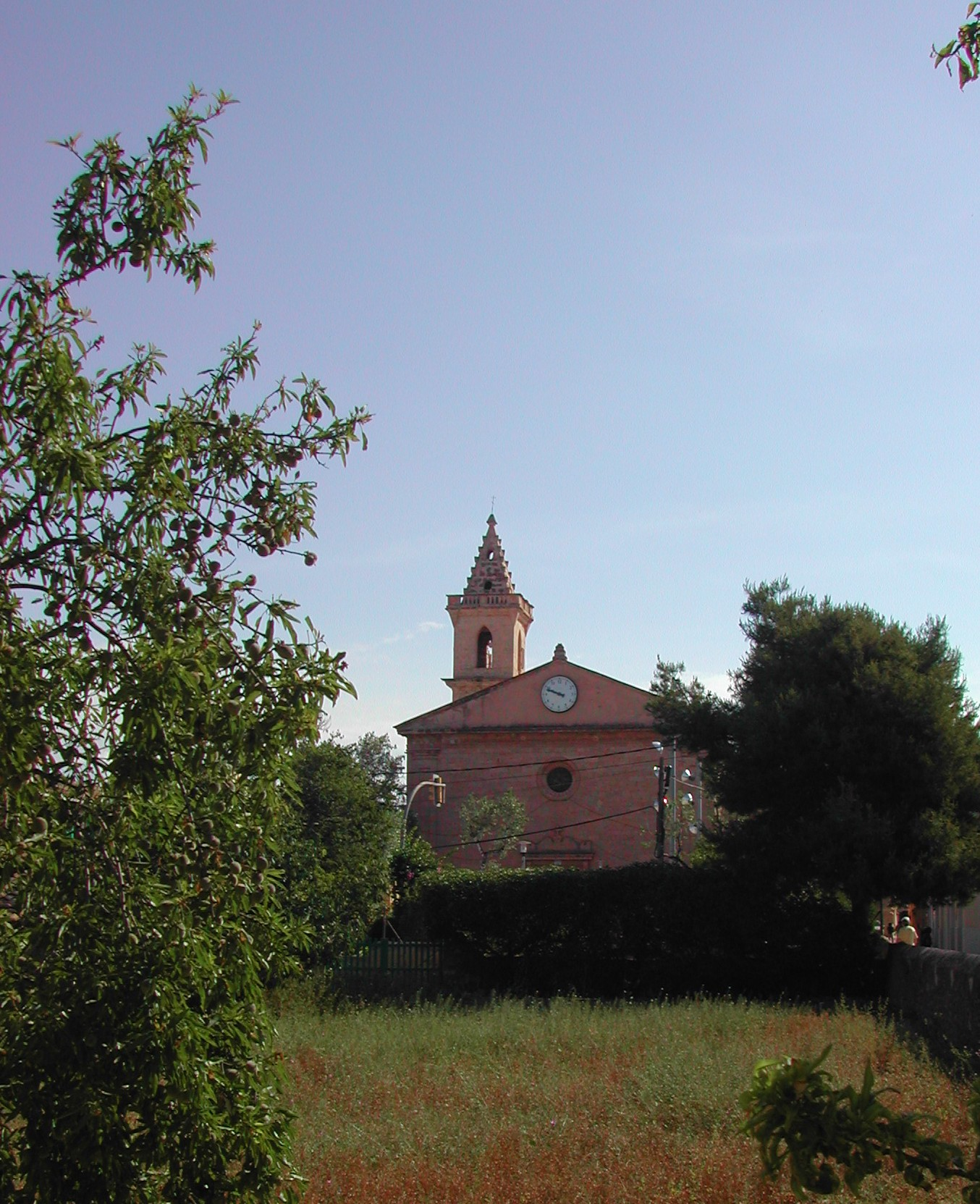
Iglesia de San Lázaro, en la localidad de Pla de Natesa

- Fiesta de San Lázaro: se celebra el 24 de agosto en Pla de Natesa.

- Feria del Barro: se celebra anualmente en la primera quincena de marzo en el recinto de Ses tres Germanes. La feria incluye una amplia muestra de ollas, jarrones, platos tazas, siurells y todo tipo de objetos utilitarios de barro que se realizan desde hace muchos años en pequeños talleres familiares del municipio, en la zona de La Cabaneta y, especialmente, en Pórtol. La producción de ollas, ayudada por la abundante tierra roja de los alrededores de Marrachí, ha convertido "la industria del fang" en el elemento más característico del municipio y de ahí el prestigio de la tradicional "Feria del Barro", organizada por el Ayuntamiento de Marrachí. El programa de la feria, que finaliza con la popular "Trencadissa", también incluye demostraciones, talleres, exposiciones, conferencias, música y baile mallorquín.

- El tercer sábado de septiembre de cada año se organiza la subida a Lluc que es una versión reducida en cuanto a kilómetros se refiere de la clásica Desde el güell a Lluc a pie (Pujada De's Güell a Lluc a peu), que tiene origen en Palma de Mallorca (antiguo bar Güell). En Marrachí, la tradición cuenta con una historia de más de veinte ediciones y consiste en una marcha en autobús hasta Inca y desde allí la peregrinación a pie hasta el Monasterio de Lluc.

- Feria del Otoño: se celebra desde 1995 en noviembre y tiene lugar en la plaza de San Marcial en La Cabaneta. Tienen cabida el arte de la piedra, ebanistería, ganadería, todo esto aderezado por bailes populares, exposición de coches antiguos y bailes de gigantes.

- Feria de la leche de almendra: se celebra desde 2006 en diciembre y tiene lugar en la plaza de Es Pla de Na Tesa.

- Fiestas de San Antonio: con motivo de las fiestas de San Antonio en el municipio diversas asociaciones y particulares organizan torradas al aire libre.

- Fiestas de Carnaval y Sa Rueta: en febrero para los carnavales se organizan una serie de actos que culmina en una pequeña rúa por el municipio.

- Motor Retro Marrachí: a finales de mayo la asociación Motos Históricas de Mallorca, organiza una feria dedicada exclusivamente a vehículos de motor antiguos y clásicos cerca de la iglesia de San Marcial en La Cabaneta

## Servicios
- Bibliotecas: el municipio dispone de tres bibliotecas. La biblioteca municipal de Puente de Inca, la biblioteca del Pla de Natesa y la biblioteca del Costa y Llobera en Pórtol.

- Estaciones de servicio: hay dos en el municipio, una está situada en el kilómetro 8 de la Ma-13A mientras que la otra está en la entrada al Polígono de Marrachí desde la Autopista Central.

- Instalaciones deportivas: polideportivo de La Salle, polideportivo La Cabana, polideportivo Pórtol-Son Caulelles, polideportivo Es Figueral-Can Farineta, pabellón municipal Costa y Llobera, pista de petanca Cas Capitá.

- Escuelas deportivas: escuela municipal de fútbol del Pla de Natesa, Escuela municipal de fútbol de Pórtol, escuela municipal de baloncesto del Pla de Natesa, escuela municipal de tenis (polideportivo La Cabana), escuela municipal de taekwondo, escuela municipal de gimnasia (gimnasio municipal).

- Escuelas municipales: escuela para personas adultas, escuela municipal de música y banda municipal, escuela municipal de cerámica.